# Valerie Anand
Pour les articles homonymes, voir Anand.
Valerie May Florence Anand, née le 6 juillet 1937 et morte le 13 janvier 2024, est une romancière britannique, spécialisée dans le roman historique. Elle a d'abord écrit sous son propre nom, qu'elle utilise toujours comme nom de plume, mais recourt également, depuis 1997 au nom de plume Fiona Buckley, dans neuf romans publiés de 1997 à 2004, dont les huit de la série de romans policiers historiques mettant en scène le personnage d'Ursula Blanchard.

## Œuvres

### Œuvres signées «Valerie Anand»

#### Série «Norman»
- (en) Valerie Anand, Gildenford, New York, Scribner, 1977, 400 p. (ISBN 0-684-14896-X, LCCN 76030661)

- (en) Valerie Anand, The Norman Pretender, New York, Scribner, 1979, 423 p. (ISBN 0-684-16099-4, LCCN 79026365)

- (en) Valerie Anand, The Disputed Crown, New York, Scribner, 1982, 317 p. (ISBN 0-684-17629-7, LCCN 82010279)

#### Série «Bridges Over Time»
- (en) Valerie Anand, The Proud Villeins, New York, St. Martin’s Press, 1992, 310 p. (ISBN 0-312-08282-7, LCCN 92001583)

- (en) Valerie Anand, The Ruthless Yeomen, New York, St. Martin’s Press, 1993, 342 p. (ISBN 0-312-08884-1, LCCN 92043172)

- (en) Valerie Anand, Women of Ashdon, New York, St. Martin’s Press, 1993, 373 p. (ISBN 0-312-09417-5, LCCN 93015062)

- (en) Valerie Anand, The Faithful Lovers, Londres, Headline, 1993, 373 p. (ISBN 0-7472-0690-2, LCCN 95101091)

- (en) Valerie Anand, The Cherished Wives, New York, St. Martin’s Press, 1996, 341 p. (ISBN 0-312-13943-8, LCCN 95041853)Publication initiale en 1994.

- (en) Valerie Anand, The Dowerless Sisters, Londres, Headline, 8 juin 1995, 384 p. (ISBN 978-0-7472-1267-6)

#### «The Exmoor Saga»
- (en) Valerie Anand, The House of Lanyon, Don Mills (Ontario), Mira Books, 2007, 586 p. (ISBN 978-0-7783-2502-4 et 0-7783-2502-4, LCCN 2009278056)

- (en) Valerie Anand, The House of Allerbrook, Don Mills (Ontario), Mira Books, 2008, 537 p. (ISBN 978-0-7783-2601-4 et 0-7783-2601-2, LCCN 2009290927)

#### Autres romans
- (en) Valerie Anand, To a Native Shore : A Novel of India, New York, Scribner, 1984, 287 p. (ISBN 0-684-18007-3, LCCN 83011678)

- (en) Valerie Anand, King of the Wood, New York, St. Martin’s Press, 1988, 478 p. (ISBN 0-312-02939-X, LCCN 89030082)Publication initiale en 1984. Roman ayant pour arrière-plan le règne de « William Rufus ».

- (en) Valerie Anand, Crown of roses, New York, St. Martin’s Press, 1989, 416 p. (ISBN 0-312-03315-X, LCCN 89034846)Roman ayant pour arrière-plan la fin de la guerre des Deux-Roses et dans lequel la romancière laisse transparaître sa conviction de l'innocence du roi Richard III dans le meurtre de ses neveux Édouard V et Richard de Shrewsbury à la Tour de Londres en 1483, se basant sur le fait que l'évêque d'Ely, John Alcock, tuteur du jeune roi dépossédé de son trône, ne s'opposa jamais à Richard III après la mort mystérieuse des deux fils du roi Édouard IV.

- (en) Valerie Anand, West of Sunset, Londres, Hodder & Stoughton, 6 février 1992, 416 p. (ISBN 978-0-340-51180-0)Roman qui semble être la seule œuvre de Valerie Anand se déroulant dans la seconde moitié du XXe siècle

Valerie Anand (trad. de l'anglais par Élisabeth Luc), Les Enfants du crépuscule, Paris, Rosebud, coll. « Destin » (no 28), 1996, 312 p. (ISBN 2-265-05097-0, BNF 35846921)

### Œuvres signées «Fiona Buckley»

#### Série «Ursula Blanchard»
- (en) Fiona Buckley, To Shield the Queen : a Mystery at Queen Elizabeth I’s Court : Introducing Ursula Blanchard, New York, Scribner, 1997, 278 p. (ISBN 0-684-83841-9, LCCN 97015684)

Fiona Buckley (trad. Corine Derblum), Dans l'ombre de la reine, Paris, 10/18, coll. « Grands détectives » (no 3936), 2006, 349 p. (ISBN 978-2-264-04180-7, BNF 40220421)
- (en) Fiona Buckley, The Doublet Affair : a Mystery at Queen Elizabeth I’s Court : Featuring Ursula Blanchard, New York, Scribner, 1998, 294 p. (ISBN 0-684-83842-7, LCCN 98043016)

Fiona Buckley (trad. Corine Derblum), L'Affaire du pourpoint, Paris, 10/18, coll. « Grands détectives » (no 3937), 2006, 349 p. (ISBN 978-2-264-04181-4, BNF 40220420)
- (en) Fiona Buckley, Queen’s Ransom : a Mystery at Queen Elizabeth’s Court : Featuring Ursula Blanchard, New York, Scribner, 2000, 348 p. (ISBN 0-684-86267-0, LCCN 99036455)

Fiona Buckley (trad. de l'anglais par Corine Derblum), Le Prix du secret, Paris, 10/18, coll. « Grands détectives » (no 4013), 2007, 318 p. (ISBN 978-2-264-04182-1, BNF 40991750)
- (en) Fiona Buckley, To Ruin a Queen : an Ursula Blanchard Mystery at Queen Elizabeth I’s Court, New York, Scribner, 2000, 287 p. (ISBN 0-684-86268-9, LCCN 00058819)

- (en) Fiona Buckley, Queen of Ambition : an Ursula Blanchard Mystery at Queen Elizabeth I’s Court, New York, Scribner, 2002, 286 p. (ISBN 0-7432-0264-3, LCCN 2001049558)

- (en) Fiona Buckley, A Pawn for a Queen : an Ursula Blanchard Mystery at Queen Elizabeth I’s Court, New York, Scribner, 2002, 279 p. (ISBN 0-7432-0265-1, LCCN 2002070814)

- (en) Fiona Buckley, The Fugitive Queen : an Ursula Blanchard Mystery at Queen Elizabeth I’s Court, New York, Scribner, 2003, 277 p. (ISBN 0-7432-3751-X, LCCN 2003045736)

- (en) Fiona Buckley, The Siren Queen : an Ursula Blanchard Mystery at Queen Elizabeth I’s Court, New York, Scribner, 2004, 277 p. (ISBN 0-7432-3752-8, LCCN 2004045284, lire en ligne)
- Queen Without a Crown (2012)
- Queen’s Bounty (2012)
- A Rescue for a Queen (2013)
- A Traitor’s Tears (2014)
- A Perilous Alliance (2015)
- The Heretic’s Creed (2017)
- A Deadly Betrothal (2017)
- The Reluctant Assassin (2018)
- A Web of Silk (2019)
- The Scent of Danger (2020)
- Shadow of Spain (2022)
- Golden Cargoes (2022)
- The Net of Steel (2023)

#### Autres romans
- (en) Fiona Buckley, The Robsart Mystery, Londres, Orion, 1997, 278 p. (ISBN 0-7528-0726-9, LCCN 98146838)